# Rodrigo de Sajonia

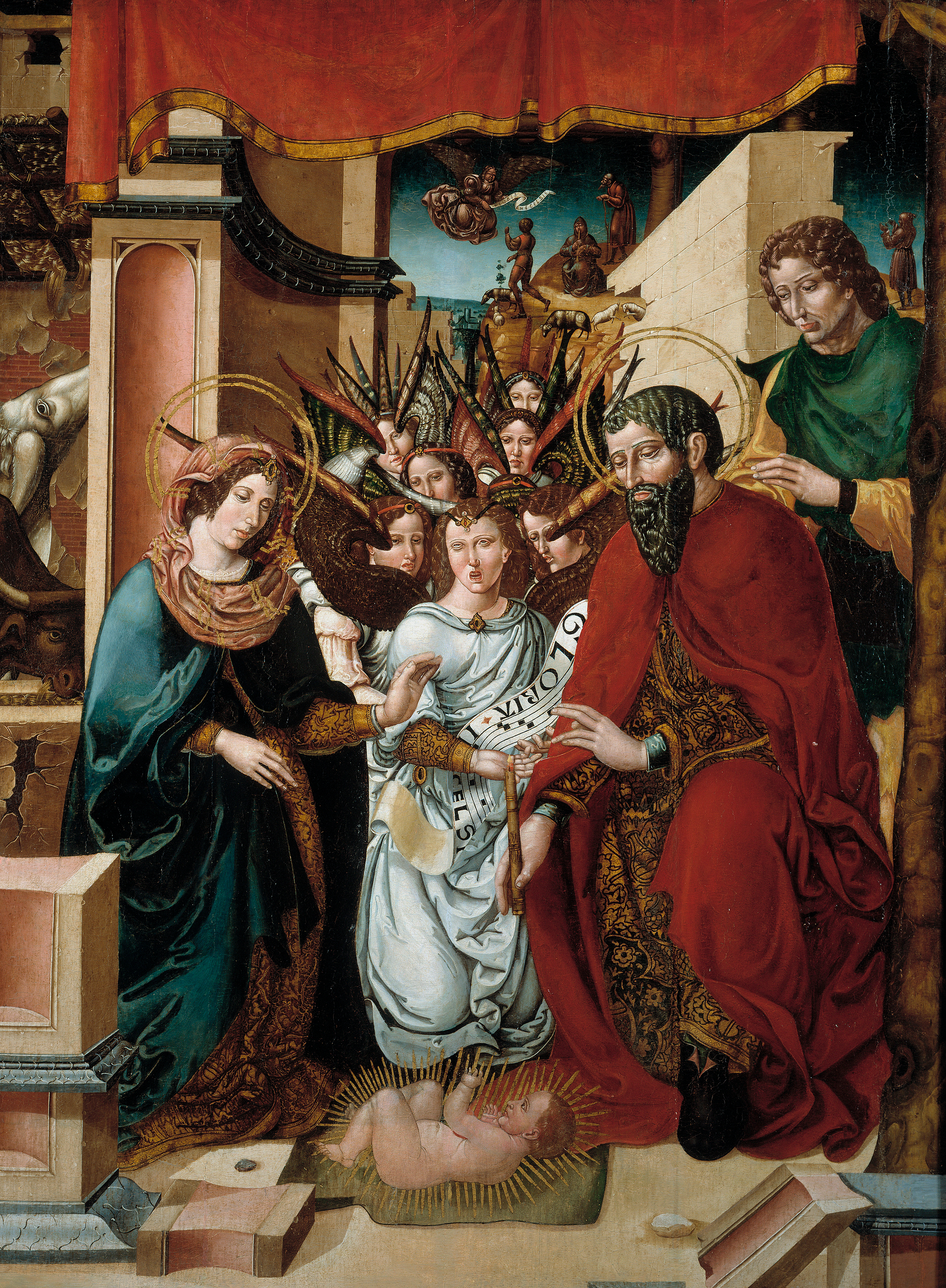
Nacimiento de Cristo y adoración de los ángeles, tabla del retablo mayor del panteón real del Monasterio de Sigena (Museo del Prado).

Rodrigo de Sajonia, antes conocido como Maestro de Sijena (activo entre 1515 y 1521) fue un pintor renacentista centroeuropeo activo en Aragón, autor del retablo mayor del panteón real del Monasterio de Nuestra Señora de Sijena (Villanueva de Sigena) por encargo de su priora, María de Urrea. Desmembrado, la tabla del Nacimiento de Cristo a partir de la que se creó la figura del Maestro de Sijena, ahora identificado con Rodrigo de Sajonia, se conserva en el Museo del Prado.
María de Urrea, hija de Jimeno de Urrea, vizconde de Biota, priora del monasterio, encargó y costeó la obra con el producto de la venta en 1514 del vizcondado heredado de su padre. Se trataba de una obra de gran tamaño a juzgar por las tablas que se han podido localizar tras su desmantelamiento a comienzos del siglo XVIII y la venta de catorce de ellas a la iglesia parroquial de Albelda, incendiada al comienzo de la guerra civil española. Las conservadas, ya sean procedentes de este retablo mayor o del retablo de San Pedro o e la Piedad del Panteón Real, encargo de la misma María de Urrea, se encuentran en la actualidad dispersas entre el Museo de Bellas Artes de Huesca (cuatro tablas de la vida de la Virgen, donadas por Valentín Carderera), el Museo de Zaragoza (Cristo ante Herodes y Cristo camino del Calvario), el Museu Nacional d'Art de Catalunya de Barcelona (Jesús entre los doctores de la ley), el Museo de Santa Cruz de Toledo (Asunción y La presentación de la Virgen en el Templo), el Meadows Museum de Dallas (Adoración de los Reyes) y el Museo Diocesano y Comarcal de Lérida además de la citada tabla del Prado. 

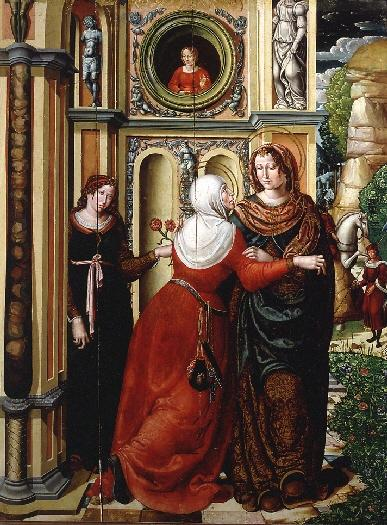
La visitación, óleo sobre tabla, 174 x 132 cm, Museo de Huesca.

El autor de todas esas tablas es pintor de estilo personal, caracterizado por las arquitecturas de rasgos renacentistas y las figuras monumentales, con las que llega a desbordar el marco arquitectónico. Para Diego Angulo como para Post se trataría de un pintor aragonés formado en Valencia, que Angulo relacionaba con el llamado maestro de Alcira, en tanto Elías Tormo advertía en su obra influencias italianas, hasta el punto de creerlo de aquel origen. Según Carmen Morte, sin embargo, la influencia fundamental, con la que se conformaría su estilo, habría de buscarse en la pintura centroeuropea, principalmente en el entorno de Michael Pacher.
Los estudios técnicos realizados en el Meadows Museum al procederse a la restauración de la tabla de la Adoración de los Reyes refuerzan la tesis del origen centroeuropeo del artista, al revelarse la utilización en el dibujo subyacente de una tinta ferrogálica de ese origen. El reconocimiento de la identidad del artista ha sido posible por la localización de diversos protocolos notariales relacionados con María de Urrea y fechados en 1514, que indican la presencia en ese año en Sijena de cinco pintores, algunos de ellos residiendo en el propio monasterio: Johann Navarro y Rodrigo de Sebilla (sic), pintores habitantes de Xixena, testigos de la licencia otorgada por la priora al vicario de la cercana localidad de Sena para que pudiera disponer de sus bienes; Maestre Gaspar Godos, pintor con residencia en Caspe, Guallart de Camps y Rodrigo de Sagonia (sic), que residía en el propio monasterio («pintor, habitante en el monesterio de Xixena») y es citado como testigo en un documento por el que la priora designaba a la persona encargada de levantar el cadáver de una mujer degollada en Sena. Poco más se sabe de cada uno de ellos. De Juan Navarro (o Juan de Lumbier) se tiene noticia de que trabajó como policromador con Gabriel Joly. Gaspar Godos, el mejor conocido de los cinco, era pintor itinerante, oriundo de Castro (actualmente un despoblado de Huesca) y con taller en Valencia al menos desde 1520, lo que podría explicar la conexión con el maestro de Alcira con quien últimamente ha sido identificado. Completamente desconocidos son Rodrigo de Sevilla, Guallart de Camps y Rodrigo Sagonia, aunque el apellido de este indica su procedencia de Sajonia, lo que permite explicar tanto la presencia de una tinta común en Alemania y los Países Bajos en la tabla citada del Meadows Museum, como los rasgos estilísticos que aproximan estas pinturas a las de maestros centroeuropeos, y, en conclusión, hace posible dar nombre al anónimo maestro del retablo mayor y del retablo de San Pedro del monasterio de Sijena, como cabeza de un taller en el que pudieron participar todos o algunos de los otros artistas citados.